# Wapen van Cothen

Wapen van Cothen

Het wapen van Cothen werd op 18 mei 1953 door de Hoge Raad van Adel aan de Utrechtse gemeente Cothen verleend. In 1996 ging Cothen op in de gemeente Wijk bij Duurstede. Het wapen van Cothen is daardoor komen te vervallen als gemeentewapen. 

## Blazoenering
De blazoenering van het wapen luidde als volgt:
In sinopel een golvende linkerschuinbalk van zilver, vergezeld van een gouden vrijkwartier, waarin een lelie van keel, en in de linkerbenedenhoek van drie zesspakige raderen van goud. Het schild gedekt door een gouden kroon van drie bladeren en twee paarlen.
De heraldische kleuren zijn sinopel (groen), zilver (wit), goud (goud of geel) en keel (rood).

In de heraldiek wordt het wapen beschreven van achter het schild, waardoor links en rechts voor de toeschouwer verwisseld zijn.

## Verklaring
In het wapen staat de golvende linkerschuinbalk voor de Kromme Rijn die door de gemeente loopt. De raderen staan voor het vroegere domkapittel in Utrecht. Deze had veel bezittingen in de gemeente. De lelie is afkomstig uit het wapen van de voormalige ridderhofstad Rhijnestein, die strategisch van belang was.
Overigens verzocht de burgemeester van Cothen en Langbroek al in 1944 om wapens voor beide gemeenten, maar vanwege oorlogshandelingen tijdens de Tweede Wereldoorlog werd de aanvraag niet behandeld. In 1947 werd nogmaals een wapen aangevraagd zonder het indienen van een ontwerpvoorstel. Uiteindelijk heeft de Hoge Raad van Adel het wapen ontworpen.
Abcoude
· Abcoude-Baambrugge
· Abcoude-Proostdij
· Achttienhoven
· Amerongen
· Benschop
· Breukelen
· Breukelen-Nijenrode
· Breukelen-Sint Pieters
· Bunnik
· Cothen
· Darthuizen
· De Vuursche
· Doorn
· Driebergen
· Driebergen-Rijsenburg
· Everdingen
· Haarzuilens
· Hagestein
· Harmelen
· Hoenkoop
· Hoogland
· Houten
· Indijk
· Jaarsveld
· Jutphaas
· Kamerik
· Kockengen
· Langbroek
· Leersum
· Linschoten
· Loenen
· Loenersloot
· Loosdrecht
· Maarn
· Maarssen
· Maarsseveen
· Maartensdijk
· Mijdrecht
· Nigtevecht
· Noord-Polsbroek
· Odijk
· Oudenrijn
· Polsbroek
· Rijsenburg
· Ruwiel
· Schalkwijk
· Snelrewaard
· Sterkenburg
· Stoutenburg
· Tienhoven
· Vianen 
· Vinkeveen
· Vinkeveen en Waverveen
· Vleuten
· Vleuten-De Meern
· Vreeland
· Vreeswijk
· Waarder
· Waverveen
· Werkhoven
· Westbroek
· Willeskop
· Willige Langerak
· Wilnis
· Zegveld
· Zuilen
· Zuid-Polsbroek